# 地狱邻居2：恐怖假期
《地狱邻居2：恐怖假期》（中国大陆又译作，中国大陆官方译为）是一款Windows平台上的战略游戏。后JoWood将其移植到DS平台。2017年被移植到移动平台与MacOS平台。

## 情节
与前作相似，通过控制主角完成一系列恶作剧来通关。不同的是本作获取的是恶作剧金币，只要达到最低要求数量即可过关。此外场景也从邻居家变成环游世界各地的地图。使邻居的怒气条满载还可以额外获得一个伍迪金雕像。

## 技巧
1. 本作中除了要躲避邻居，还要躲避邻居的老妈。
2. 一些物品的取得需要玩控制鼠标的小游戏
3. 一些物品的取得需要建立在特定的恶作剧之上

## 角色
- 伍迪（Woody）：玩家控制的角色。
- 罗威那（Mr. Rottweiler）：被伍迪恶作剧的邻居。一般以“邻居”代指此人。
- 老妈（Mom）：邻居的母亲。
- 奥尔加（Olga）：和邻居交往的女性。
- 奥尔加的孩子（Olga's child）：奥尔加到哪里都要带着的男孩。
- 老妈养的狗（Mom's Dog）：很凶很丑的小狗，保护着邻居的母亲。

## 参看
- 地狱邻居
- JoWooD Entertainment